# Гексагональная сингония

Гексагональная сингония

Гексагона́льная сингони́я — одна из семи кристаллографических сингоний; элементарная ячейка в ней строится на трёх базовых векторах (трансляциях), два из которых равны по длине и образуют угол 120°, а третий им перпендикулярен и отличается от них по длине. Таким образом, форма ячейки определяется двумя параметрами: длинами базовых векторов {\displaystyle a} и {\displaystyle c}. Объём ячейки равен:
{\displaystyle {\frac {\sqrt {3}}{2}}a^{2}c}.
В гексагональной сингонии три элементарных ячейки образуют правильную призму на шестигранном основании. Пример гексагонального кристалла — графит.
Список точечных групп для гексагональной кристаллической системы (приведены международное обозначение и обозначение по Шёнфлиссу классов симметрии (точечных групп), относящихся к гексагональной сингонии):
| Название                                               | Обозначение                                                | Обозначение            | Примеры                    |
| Название                                               | международное                                              | по Шёнфлиссу           | Примеры                    |
| ------------------------------------------------------ | ---------------------------------------------------------- | ---------------------- | -------------------------- |
| Примитивный (гексагонально-пирамидальный)              | {\displaystyle 6}                                          | {\displaystyle C_{6}}  | Нефелин, лёд Ih            |
| Центральный (гексагонально-дипирамидальный)            | {\displaystyle {\frac {6}{m}}}                             | {\displaystyle C_{6h}} | Апатит                     |
| Планальный (дигексагонально-пирамидальный)             | {\displaystyle 6mm}                                        | {\displaystyle C_{6v}} | Гринокит, вюрцит           |
| Аксиальный (гексагонально-трапецоэдрический)           | {\displaystyle 622}                                        | {\displaystyle D_{6}}  | β-кварц                    |
| Планаксиальный (дигексагонально-дипирамидальный)       | {\displaystyle {\frac {6}{m}}{\frac {2}{m}}{\frac {2}{m}}} | {\displaystyle D_{6h}} | Берилл, тридимит, пирротин |
| Инверсионно-примитивный (тригонально-дипирамидальный)  | {\displaystyle {\overline {6}}}                            | {\displaystyle C_{3h}} | Германат свинца            |
| Инверсионно-планальный (дитригонально-дипирамидальный) | {\displaystyle {\overline {6}}m2}                          | {\displaystyle D_{3h}} | Бенитоит                   |